# Miguel Iriarte
Miguel Iriarte es un ex boxeador profesional panameño que, el 27 de octubre de 1982, desafió al estadounidense Jeff Chandler por el campeonato mundial de peso gallo de la AMB, perdiendo ante el miembro del Salón de la Fama del Boxeo Internacional.

## Carrera Profesional
Debutó el 3 de febrero de 1979 cuando derroto a su compatriota David Baylei por nocaut en el segundo asalto en la Arena de Colón, Además de su fallido desafío a Chandler, Iriarte también peleó contra boxeadores como el entonces futuro campeón mundial de peso junior gallo de la AMB, Rafael Pedroza, y el futuro retador al título mundial de peso súper gallo de la AMB, el chileno Benito Badilla, venciendo a Pedroza por decisión unánime en diez asaltos el 30 de agosto., 1980 en Colón, pero perdiendo ante Badilla en lo que fue el último combate de boxeo profesional de Iriarte, por nocaut técnico en el séptimo asalto el sábado 17 de noviembre de 1984, también en Colón.Iriarte se retiró con récord de 12 victorias junto con 4 derrotas y 1 empate (empate), en diecisiete combates de boxeo profesional, con 8 victorias y 2 derrotas por la vía del nocaut.

## Récord Profesional
| 12 Ganadas (8 knockouts), 4 Derrotas(2 knockouts), 1 Empates |        |                    |      |              |            |                                                       |                                 |
| Res.                                                         | Récord | Oponente           | Tipo | Round Tiempo | Fecha      | Lugar                                                 | Notas                           |
| P                                                            | 12-4-1 | Benito Badilla     | TKO  | 7 (10)       | 1984-11-17 | Arena Panamá Al-Brown, Colón, Panamá                  |                                 |
| P                                                            | 12-3-1 | José De la Cruz    | MD   | 10 (10)      | 1983-02-05 | Gimnasio Nuevo Panamá, Juan Díaz, Panamá              |                                 |
| P                                                            | 12-2-1 | Jeff Chandler      | TKO  | 9 (15)       | 1982-10-27 | Resorts International, Atlantic City, Estados Unidos  | Por el título mundial Gallo AMB |
| G                                                            | 12-1-1 | Jorge Chavarría    | TKO  | 7 (10)       | 1982-02-20 | Gimnasio Nuevo Panamá, Juan Díaz, Panamá              |                                 |
| G                                                            | 11-1-1 | Modesto Gómez      | TKO  | 3 (10)       | 1981-11-15 | Gimnasio Neco de la Guardia, Ciudad de Panamá, Panamá |                                 |
| G                                                            | 10-1-1 | Tony Chávez        | KO   | 4 (10)       | 1981-08-29 | Gimnasio Nuevo Panamá, Juan Díaz, Panamá              |                                 |
| G                                                            | 9-1-1  | Milcíades Álvarez  | TKO  | 9 (10)       | 1981-04-04 | Arena Panamá Al-Brown, Colón, Panamá                  |                                 |
| G                                                            | 8-1-1  | Tony Corea         | KO   | 7 (10)       | 1981-01-17 | Gimnasio Nuevo Panamá, Juan Díaz, Panamá              |                                 |
| G                                                            | 7-1-1  | Carlos Bejarano    | UD   | 10 (10)      | 1980-11-15 | Arena Panamá Al-Brown, Colón, Panamá                  |                                 |
| G                                                            | 6-1-1  | Rafael Pedroza     | UD   | 10 (10)      | 1980-08-30 | Arena Panamá Al-Brown, Colón, Panamá                  |                                 |
| G                                                            | 5-1-1  | Luis Jiménez       | KO   | 6 (8)        | 1980-05-03 | Arena Panamá Al-Brown, Colón, Panamá                  |                                 |
| P                                                            | 4-1-1  | Alcibíades Blandón | MD   | 6 (6)        | 1980-02-02 | Arena Panamá Al-Brown, Colón, Panamá                  |                                 |
| G                                                            | 4-0-1  | Benjamín Zapata    | TKO  | 3 (6)        | 1979-09-29 | Arena Panamá Al-Brown, Colón, Panamá                  |                                 |
| G                                                            | 3-0-1  | Carlos Mathews     | PTS  | 4 (4)        | 1979-06-02 | Gimnasio Neco de la Guardia, Ciudad de Panamá, Panamá |                                 |
| G                                                            | 2-0-1  | Luis Guerrero      | PTS  | 4 (4)        | 1979-05-19 | Arena de Colón, Colón, Panamá                         |                                 |
| E                                                            | 1-0-1  | Máximo Ballesteros | PTS  | 4 (4)        | 1979-04-21 | Arena de Colón, Colón, Panamá                         |                                 |
| G                                                            | 1-0    | David Baylei       | KO   | 2 (4)        | 1979-02-03 | Arena de Colón, Colón, Panamá                         |                                 |